# 墨西哥国家图书馆

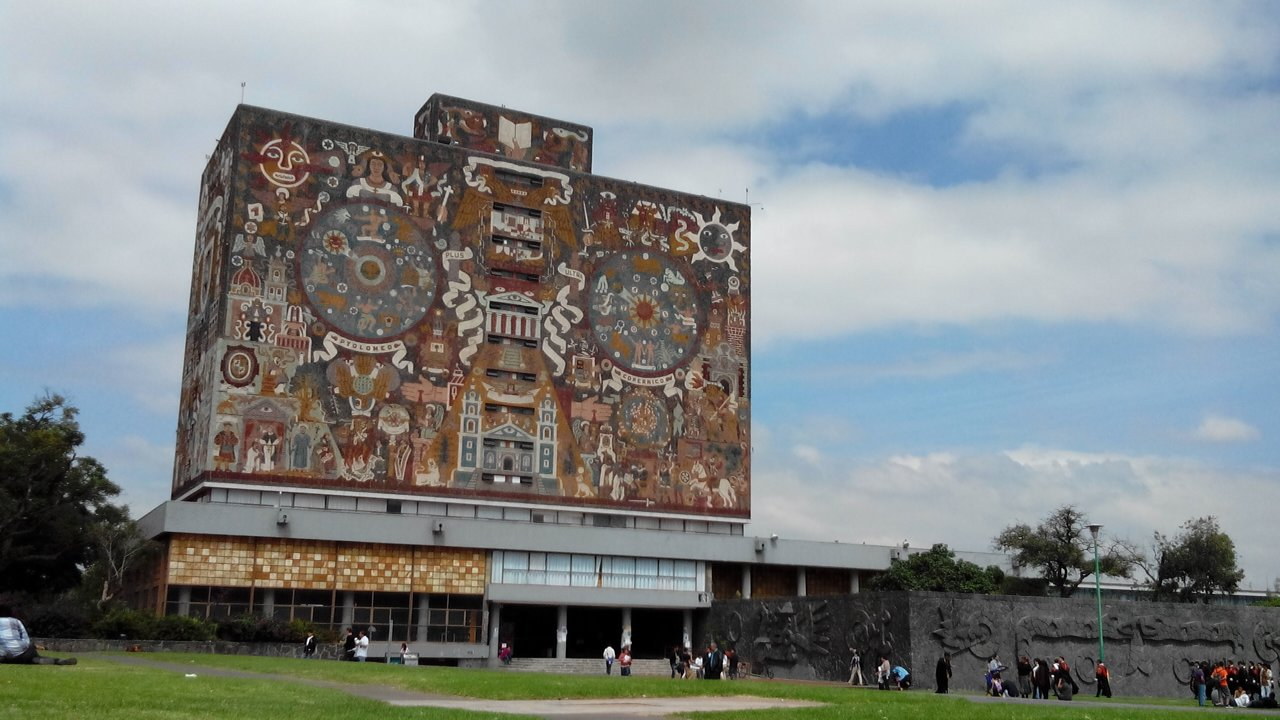
墨西哥国家图书馆

墨西哥国家图书馆（西班牙語:  Biblioteca Nacional de México）是墨西哥的國家圖書館，位於墨西哥國立自治大學校園內，成立於1833年10月26日，現有建築則是於1993年落成的。

## 外部連結
- Official website （页面存档备份，存于）

19°18′58″N 99°11′06″W / 19.3162°N 99.1849°W